# Tanca de Ceuta

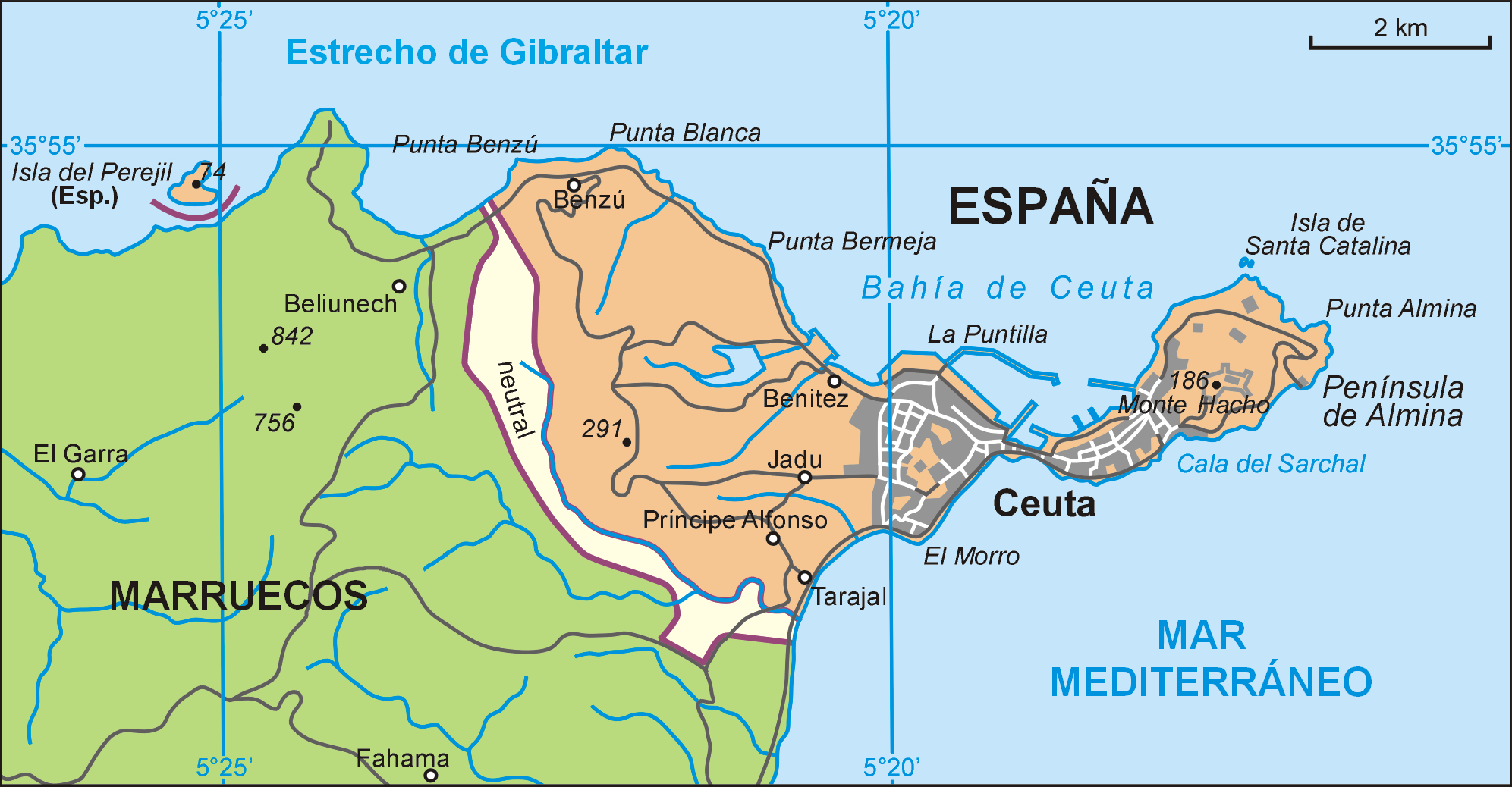
Localització de la tanca de Ceuta i zona neutral

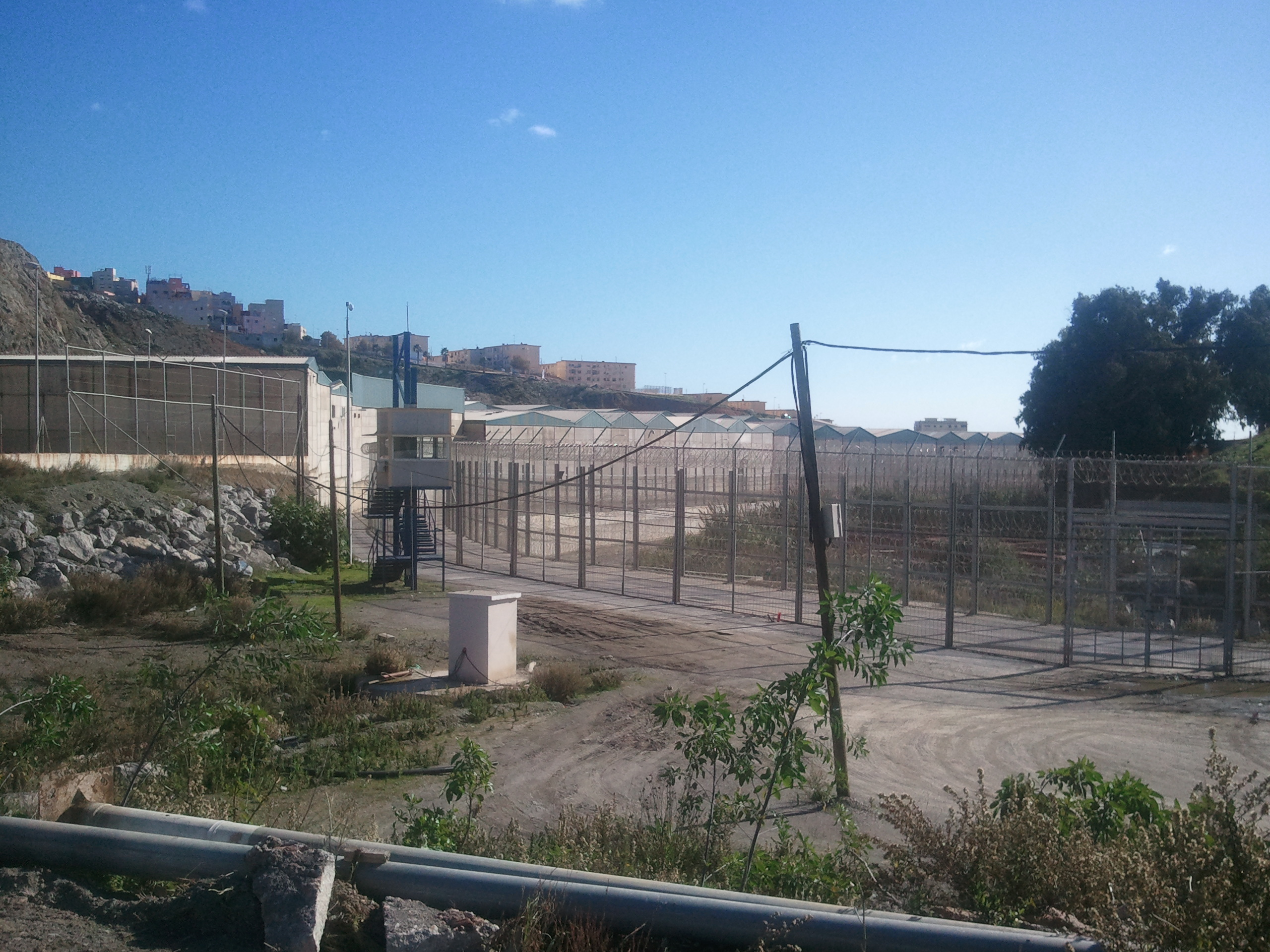
La tanca de Ceuta, vista des del Marroc.

La tanca fronterera de Ceuta forma part de la frontera entre el Marroc i l'Espanya de Ceuta, una ciutat de la costa nord-africana. Construïda per Espanya, el seu propòsit és prevenir el tràfic i impedir l'entrada de migrants a Europa. El Marroc es va oposar a la construcció de la barrera perquè no reconeix la sobirania espanyola a Ceuta.
Ceuta és part integrant d'Espanya i, per tant, de la Unió Europea; la seva frontera i el seu equivalent a Melilla són les dues úniques fronteres terrestres entre la Unió Europea i un país africà.
La tanca consta de tanques en paral·lel de sis metres d'alçada rematades amb filferro de pues, amb punts de vigilància regulars i un camí entre ells per acollir patrulles policials o servei d'ambulància en cas de necessitat. Els cables subterranis connecten focus, sensors de soroll i moviment i càmeres de vídeo a una cabina de control central; desenes de vaixells de guàrdia i patrulleres controlen la costa, en total 621 agents de la Guàrdia Civil i 548 policies controlen la costa.

## Història
El 1993 es va construir una tanca de 2,5 metres d'altura i 8,4 km de llarg al voltant de l'enclavament. Com que la primera tanca era massa fàcil de travessar, l'any 1995 es va iniciar la construcció d'un nou sistema que la va portar fins a tenir tres metres. L'any 2005 es va augmentar encara més l'alçada, passant de 3 a 6 metres.

## Intents de passar

### 2005
El 7 d'octubre de 2005, la tanca fronterera va ser atacada per centenars de persones migrants, atraient l'atenció internacional. Atrapats entre bales de goma espanyoles i trets marroquins, una sèrie de migrants van morir (les fonts situen el nombre de morts entre 13 i 18 persones) i més de 50 van resultar ferits. Alguns dels morts van resultar ferits per munició real; d'aquests, dos van morir al costat espanyol de la tanca, sembla que afusellats des de les posicions marroquines. Els fets del 2005 a les tanques frontereres de Ceuta i Melilla són objecte d'un documental, Victimes de nos richesses.
Des d'aleshores, en diverses ocasions migrants han mort mentre intentaven passar la tanca.

### 2016
La tanca va ser trencada per un grup organitzat de 400 persones el desembre de 2016.

### 2017
El 17 de febrer de 2017, es calcula que unes 600 persones migrants, algunes armades amb porres i tenalles, van trencar les portes de seguretat i 300 d'ells van entrar a Ceuta, on la policia va intentar localitzar-los.

### 2018
- El juny del 2018, 400 persones migrants, la majoria marroquines, van assaltar la tanca de Ceuta.[14]
- El juliol del 2018, 602 persones migrants van travessar la frontera a la força amb tisores, pals i armes de tall. Els migrants van ruixar substàncies corrosives, excrements i orina sobre els agents de la policia i van resultar ferits 22 policies espanyols, quatre dels quals van patir cremades importants.[15] Després d'aquest fet, la frontera es va reforçar amb més personal, vehicles policials addicionals i un helicòpter equipat amb equip de visió nocturna.[16]
- L'agost de 2018, dels centenars que van intentar entrar força a Ceuta, més de 100 persones ho van aconseguir, amb un total de 1.400. Les persones migrants van tornar a llençar excrements i substàncies corrosives a la policia espanyola, fent set ferits, alguns dels quals van patir cremades.[17][18] L'endemà, 116 africans van ser deportats de tornada a la frontera per un acord bilateral de 1992 entre Espanya i el Marroc.[19][20][16]

### 2019
L'agost de 2019, persones migrants van assaltar la tanca amb pals i àcid. Desenes van resultar ferides, 4 persones van morir al filat de pues i 11 agents fronterers van resultar ferits.

### 2021
Hi va haver més incompliments el maig del 2021, quan persones migrants van ser filmades nedant o caminant pels extrems de la tanca a les platges adjacents amb la marea baixa.